# GALAXY HidE and SeeK
- ラブライブ! > ラブライブ!サンシャイン!! > Aqours > AZALEA > GALAXY HidE and SeeK

「GALAXY HidE and SeeK」（ギャラクシーハイドアンドシーク）は、2017年5月31日に発売された、ミニユニット「AZALEA」の2ndシングル。

## 概要
AZALEAのメンバーは、松浦果南（声 - 諏訪ななか）、黒澤ダイヤ（声 - 小宮有紗）、国木田花丸（声 - 高槻かなこ）の3人。2017年5月2日に更新された「ラブライブ!サンシャイン!!Aqours浦の星女学院RADIO!!!」第56回配信分において表題曲が初公開された。
初回生産特典として、ジャケットイラストシールが封入される。
キャッチコピーは「やけどするほど、危険な3人！」。

## チャート功績
5月30日付のオリコンデイリーランキングでは5位にランクイン。翌日の5月31日付では約0.6万枚を売り上げて3位にランクインした。6月12日付のオリコン週間ランキングでは2.7万枚を売り上げ4位にランクインした。

## 収録曲
収録内容におけるボーカル曲は太字、ボイスドラマパートは▲印で表記する。
- CD
  - 全作詞：畑亜貴

  1. GALAXY HidE and SeeK
    - 作曲・編曲：竹市佳伸

  2. INNOCENT BIRD
    - 作曲：江並哲志、編曲：倉内達矢

  3. GALAXY HidE and SeeK (Off Vocal)
  4. INNOCENT BIRD (Off Vocal)
  5. 沼津スイーツ❤ハンティング

- 1.     - 出演：AZALEA